# Mounty R. P. Zentara
Mounty R. P. Zentara (né en 1964 à Hall en Tyrol) est un artiste contemporain autrichien.

## Biographie

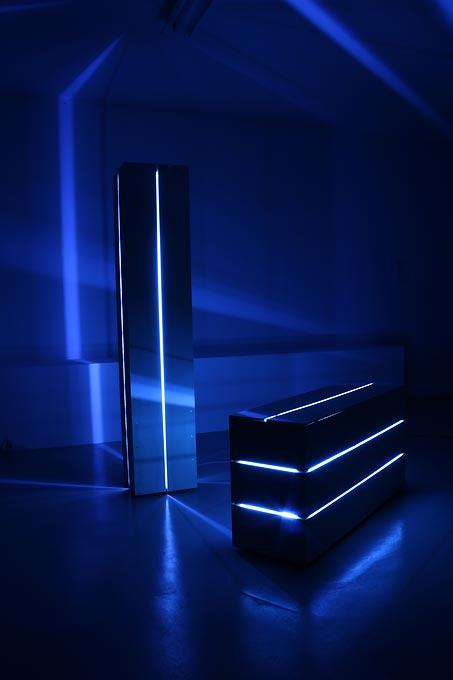
Œuvre à la Biennale d'Autriche de light art 2010.

D'abord autodidacte, il étudie de 2002 à 2008 à l'académie des beaux-arts de Vienne dans la classe de Franz Graf et obtient le titre de « Magister der Künste » avec Daniel Richter. En 2003, Zentara fonde le groupe d'artistes « Two People One Work » avec sa femme, la sculptrice Karin Sulimma. La même année, le projet artistique "Area 53" est créé, il s'agit d'un espace d'exposition d'art contemporain national et international dans l'arrondissement de Mariahilf. Plusieurs séjours aux États-Unis sont importants pour la vie et le travail artistique de Zentara.